# Vuodet 1972–2000
Vuodet 1972–2000 är ett samlingsalbum från år 2000 av Tomas Ledin. Det gavs endast ut i Finland där det nådde en tredjeplats på albumlistan.

## Låtlista
1. "Sommaren är kort" – 3:04
2. "En del av mitt hjärta" – 4:46
3. "I natt är jag din" – 6:01
4. "Du kan lita på mig" – 2:55
5. "Blå, blå känslor" – 3:23
6. "En dag på stranden" – 4:01
7. "Genom ett regnigt Europa" – 3:36
8. "Vi är på gång" – 3:48
9. "Lika hopplöst förälskad" – 3:50
10. "Då ska jag spela" – 2:43
11. "Mademoiselle" – 2:29
12. "På vingar av stål" – 3:%3
13. "Sensuella Isabella" – 3:30
14. "Varje steg för oss närmare varann" – 4:16
15. "Hon gör allt för att göra mig lycklig" – 3:25
16. "Never Again" – 4:03
17. "Släpp hästarna fria" – 5:32
18. "Snart tystnar musiken" – 4:53
19. "Just nu!" (live) – 3:38
20. "Sommaren är kort 2000" – 3:31

## Listplaceringar
| Lista (2000) | Position |
| ------------ | -------- |
| Finland      | 3        |